# 아우스트라시아
아우스트라시아(Austrasia, "동쪽의 땅"이란 뜻)는 메로빙거 프랑크 왕국의 북동쪽 지역을 일컫는 옛 지명이다. 대체로 오늘날 프랑스의 동쪽, 독일의 서쪽, 벨기에, 룩셈부르크, 네덜란드와 일치한다. 메츠가 중심도시 역할을 했다.
프랑크 왕국의 서쪽 지역을 부르는 네우스트리아와는 경쟁 관계에 있었고 부르군트가 양 왕국의 중재자 역할을 했다. 카롤링거 가문 출신의 아우스트리아 궁재 피핀 2세가 687년 테르트리 전투에서 네우스트리아의 군대를 격파하여 아우스트라시아는 다른 프랑크 왕국의 분국들에 대한 지배권을 장악했다. 751년 피핀 2세의 손자인 단신왕 피핀 3세가 메로빙거 왕조의 마지막 왕을 폐위하고 프랑크 왕위에 올랐고 카롤링거 왕조가 시작되었다. 아우스트리아는 종종 동프랑크와 동의어로 사용된다.

## 같이 보기
- 프랑크 왕국
- 동프랑크 왕국
- 베네룩스
- 유럽 대륙